# Alcides Escobar
Alcides Escobar (ur. 16 grudnia 1986) – wenezuelski baseballista występujący na pozycji łącznika w Kansas City Royals.

## Przebieg kariery
W lipcu 2003 podpisał kontrakt jako wolny agent z Milwaukee Brewers i początkowo grał w klubach farmerskich tego zespołu, między innymi w Huntsville Stars, reprezentującym poziom Double-A. W Major League Baseball zadebiutował 3 września 2008 w meczu przeciwko New York Mets, w którym zaliczył single'a. Sezon 2009 rozpoczął od występów w Nashville Sounds z Triple-A, a do 40-osobowego składu Brewers powrócił 13 sierpnia 2009. Dziesięć dni później w meczu z Washington Nationals zdobył pierwszego home runa w MLB.
W grudniu 2010 w ramach wymiany zawodników przeszedł do Kansas City Royals. W sezonie 2014 był jednym z czterech zawodników obok Freddiego Freemana, Evana Longorii i Huntera Pence'a, którzy wystąpili we wszystkich 162 meczach sezonu zasadniczego.
W lipcu 2015 został po raz pierwszy w karierze powołany do NL All-Star Team, zaś w październiku 2015 został wybrany najbardziej wartościowym zawodnikiem ALCS przeciwko Toronto Blue Jays.

## Nagrody i wyróżnienia
| Nagroda/wyróżnienie      | Lata | Źródło |
| All-Star                 | 2015 | [ 6 ]  |
| ALCS MVP                 | 2015 | [ 7 ]  |
| Gold Glove Award         | 2015 | [ 1 ]  |
| Zwycięzca w World Series | 2015 | [ 1 ]  |